# Manuscrit Sloane 4016
Cet article court présente un sujet plus développé dans : Tractatus de herbis.
Le manuscrit Sloane 4016 est un herbier médiéval compilé dans le Nord de l'Italie autour de 1440 et conservé à la British Library de Londres. Il fait partie d'une série de manuscrits enluminés dérivés des textes de Matthaeus Platearius et connus sous le nom de Tractatus de herbis (« Traité des herbes »).

## Description
Durant le Moyen Âge, la médecine fut la branche de la science la plus marquée par les multiples composantes culturelles qui contribuèrent à former la société. Les herbiers préservent les écrits grecs et arabes de l’Antiquité décrivant les utilisations
médicales de plantes. Les textes les plus importants ont été traduits en latin et souvent illustrés.

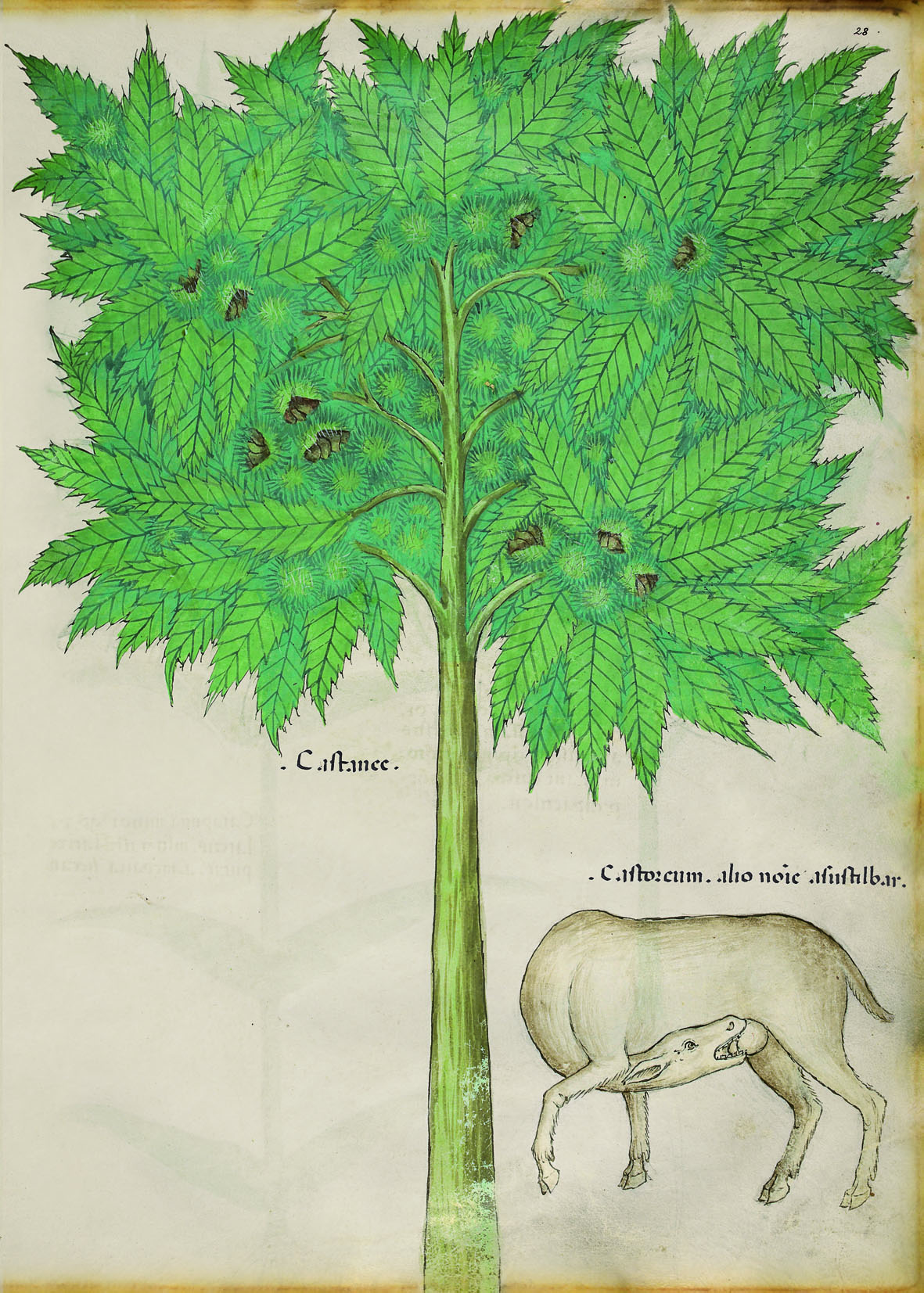
f. 28r

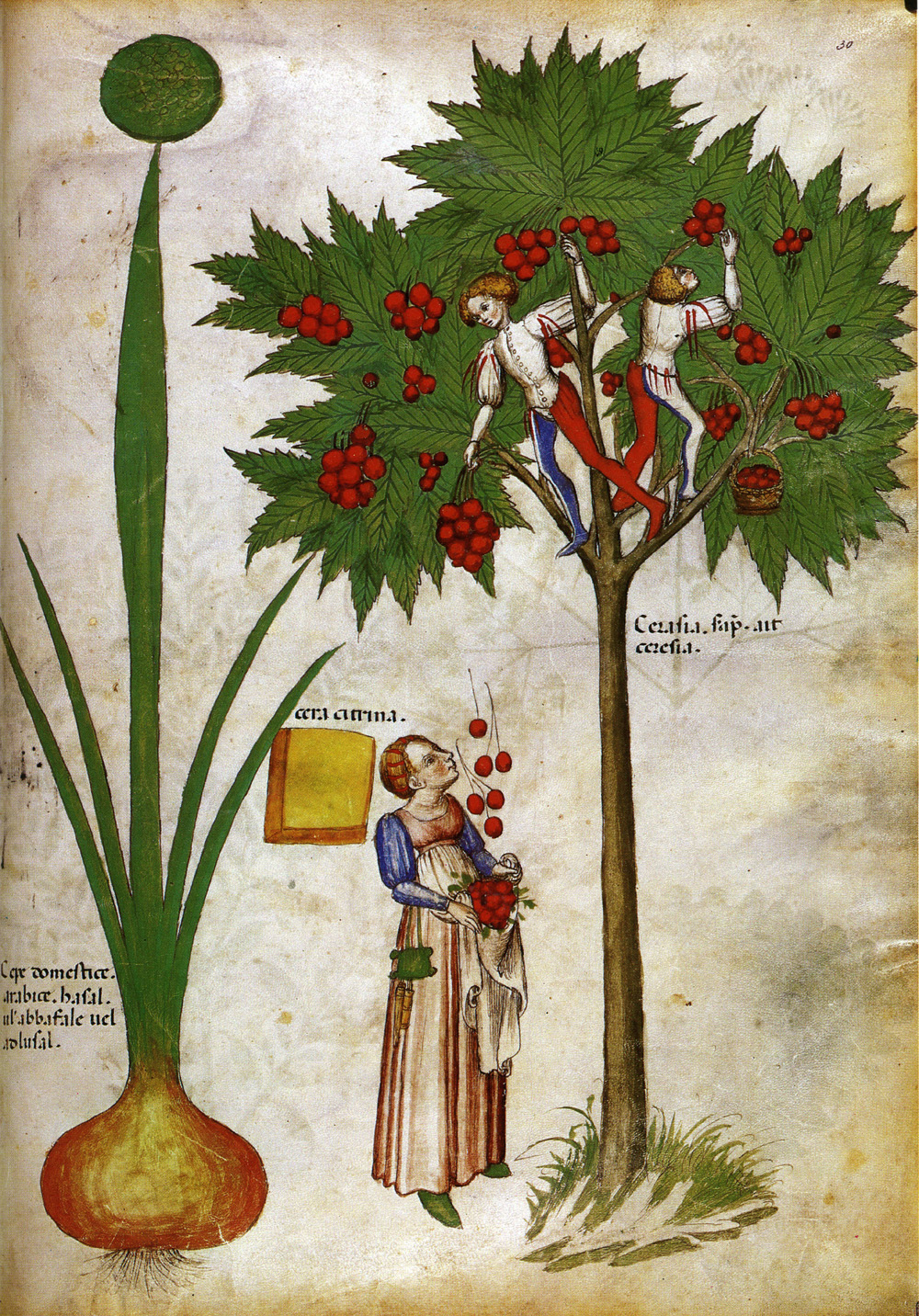
f. 30r

Le manuscrit est un splendide volume de 109 feuillets de parchemin de grand format (365 x 265 mm) illustré avec près de 500 représentations polychromes de plantes, animaux et minéraux utilisés durant le Moyen Âge comme matières premières pour produire des médicaments.
Ces illustrations contiennent aussi quelques représentations de personnages (ff. 2r, 44v, 98v), d’une momie (f. 62r), et de parties d’animaux (par exemple des bois de cerfs, f. 34v) et de produits manufacturés (la cire, f. 30r).
Quoiqu’il soit dépourvu de signature, colophon ou tout autre élément de localisation et datation explicite, il est traditionnellement attribué au nord de l’Italie, sans doute la Lombardie, et daté de 1440 environ grâce à sa graphie du type identifié comme gothique. Par la suite, il appartint au marquis de Magny Nicolas Joseph Foucault (1643-1721), puis au collectionneur anglais Hans Sloane (1660-1753), avant d’entrer dans les collections du British Museum fondé en 1753.
En 2012, la maison d’édition espagnole M. Moleiro Editor publia la première et unique reproduction fac-similé du Tractatus de Herbis conservé à la British Library, en une édition limitée à 987 exemplaires. Elle est accompagnée d’un volume critique écrit par Alain Touwaide de l'Institute for the Preservation of Medical Traditions et la Smithsonian Institution.